# 4338-й рік: Петербурзькі листи
«4338-й рік: Петербурзькі листи» — незавершений фантастичний роман-утопія російського письменника ХІХ століття Володимира Одоєвського. Твір планувався як частина трилогії про минуле, сучасність та майбутнє Росії. Перший уривок роману (під псевдонімом В. Безгласный) було надруковано в 1835 році, другий — в 1840 році. Перше повне видання було надруковане в 1926 році.

## Зміст
Події роману розгортаються за рік до світової катастрофи — зіткнення комети з Землею. Сюжет побудований у формі листів, переданих анонімним автором студенту Іпполіту Цунгієву. Автор опанував здатністю керувати своїми снами і бачити в них будь-яке місце чи епоху. Дізнавшись, що через 2500 років Земля зіткнеться з кометою Галлея, він захотів побачити яким буде людське суспільство перед цією подією.
Автор описує, що Росія 4338 року — це держава, що досягнула висот у розвитку науки. Простір від Москви до Петербурга займає суцільний урбаністичний ландшафт, гігантське місто. Точні розміри не вказуються, але згадується «російська півкуля». Там існує електричний наземний транспорт «електроходи» і авіація — «аеростати» й «гальваностати». Людство може змінювати земний клімат, передавати по трубах тепле повітря в холодні зони, і так само охолоджувати пустелі. Жителі Землі для підвищення тонусу приймають «магнетичні» ванни, вино замінено тонізуючими газами; алкоголь вживається лише простолюдинами. Одяг виготовляється з «еластичного кришталю», а електричні розряди слугують прикрасами. Люди тієї епохи майже не знають ненависті та лицемірства.
Китай, звідки родом уві сні оповідач, 500 років тому вийшов з тривалого застою та наздоганяє Росію в розвитку. Це друга за впливом держава у світі. Оповідач жаліється, що тепер Китай в усьому наслідує Росію. Згадуються також «здичавілі американці», що нападають на Китай для грабунків і проти яких там утримують армію. Англійці продають свої острови Росії на аукціоні.
У пошані вчені, які перебувають у конфлікті з ремісниками, що претендують на кращу освіту. Представники кожної професії отримують визначений спеціально для них раціон із «поживних есенцій», хоча скуштувати інші не заборонено. Особисті розваги витіснені публічними виставами й лекціями. Люди спілкуються на великих відстанях «електричними розмовами». Книги зроблені так, що спеціальна формула дозволяє швидко знайти саме те місце, яке потрібно читачеві.
Коні давно не використовуються і здичавіли, а тепер приручені заново як екзотичні тварини. Кремля не існує, є лише його залишки. Багато мов і народів зникли. Втім, наприклад, люди майбутнього знають деякі уцілілі твори Гете. В Петербурзі як реліквія зберігається Збірник російських законів XIX ст. Про минуле збереглося небагато знань, а деякі факти вважаються науковцями 4338 року вигадкою (Одоєвський лишив чернетки сюжетів, де чоловік розшифровує стародавні тексти, але ніхто не вірить, що він переклав їх правильно).
Існують аеростати, здатні доставляти людей на Місяць. Планується заселити його, але поки що подорож туди вважається дуже небезпечною. Самі жителі майбутнього думають, що стали боягузливішими, порівняно зі своїми предками.

## Передбачення
Поряд з рядом наївних, як на наш час, прогнозів, у романі є й низка передбачень, що вже збулися: буденний дротовий зв'язок, своєрідні блоги, автоматизований пошук у тексті, поширення повітроплавання, зростаюча роль Китаю.

## Видання
- Безгласный В. Петербургские письма // Московский наблюдатель. — 1835. — Ч.1. — С. 55-69.
- Одоевский В. 4338 год. Петербургские письма // Утренняя заря. — 1840. — С. 307—352.
- Одоевский В. 4338-й год. — М.: Огонек (акционерное издательское общество), 1926. — 64 с.

Роман загалом витримав близько 20 видань російською мовою, перекладений англійською, польською, французькою та іспанською мовами.

## Джерело
- Владимир Одоевский. 4338-й год. Петербургские письма [Архівовано 23 лютого 2013 у Wayback Machine.]